# Apsarasas Kangri
Apsarasas Kangri é a designação de um grupo de montanhas da cordilheira de Siachen Muztagh (parte do Caracórum oriental, que por sua vez faz parte dos Himalaias), situada na fronteira de facto entre a China e a Índia. O cume mais alto, o Apsarasas I, ergue-se a 7 245 metros de altitude e é a 94.ª montanha mais alta do mundo.
O maciço de Apsarasas situa-se no norte do Ladaque, no limite setentrional do glaciar de Siachen, o qual é controlado pela Índia mas reclamado pelo Paquistão. A norte da fronteira de facto com a China, situa-se o vale de Shaksgam, reclamado pela Índia mas controlado pela China desde 1963, quando foi cedido pelo Paquistão aquele país; desde então faz parte da região autónoma chinesa de Sinquião.
| Lista de cumes do grupo Apsarasas | Lista de cumes do grupo Apsarasas | Lista de cumes do grupo Apsarasas |
| Cume                              | Altitude (m)                      | Coordenadas                       |
| --------------------------------- | --------------------------------- | --------------------------------- |
| Apsarasas I                       | 7 245                             | 35° 31' 48" N 77° 9' E            |
| Apsarasas II                      | 7 238                             | 35° 30' 36" N 77° 9' E            |
| Apsarasas III                     | 7 235                             | 35° 29' 24" N 77° 10' 48" E       |
| Apsarasas IV                      | 7 221                             | 35° 31' 12" N 77° 12' 36" E       |
| Apsarasas S                       | 7 117                             | 35° 30' N 77° 7' 48" E            |
| Apsarasas V                       | 7 186                             | 35° 31' 12" N 77° 11' 24" E       |

O Apsarasas I foi escalado pela primeira vez em 1976 por um equipa indo-japonesa liderada por Hiroshi Sakai e Harish Kapadia, mas os restantes cumes continuam classificados como "cumes virgens", pois nunca foram escalados.